# Léopold Maertens
Léopold François Ghislain Maertens (Gent, 7 november 1816 - 8 januari 1898) was een Belgisch volksvertegenwoordiger.

## Levensloop
Maertens was een zoon van de bankier en senator Louis Maertens en van Marie Pelckmans. Hij trouwde met Barbe Van der Maelen (1823-1881). Ze hadden twee dochters en een zoon, die, zoals andere leden van de familie, de naam 'Maertens de Noordhout' aannam.
Gepromoveerd tot doctor in de rechten (1841) aan de universiteit van Gent, vestigde hij zich als advocaat en werd ook bankier. 
Van 1848 tot 1852 was hij provincieraadslid. Van 1852 tot 1856 was hij volksvertegenwoordiger voor het arrondissement Gent, eerst als liberaal verkozene, en vanaf 1856 als katholiek vertegenwoordiger.
Van 1867 was hij bestuurder en van 1872 voorzitter van de Banque de Flandre.
Léopold Maertens verkreeg in 1896 opname in de Belgische erfelijke adel.